# AGM-45 Shrike
AGM-45 Shrike là tên lửa chống radar của Mỹ được thiết kế để tiêu diệt các ra đa chống máy bay của đối phương. Shrike được phát triển bởi Trung tâm Vũ khí Hải quân của Hoa Kỳ năm 1963 bởi việc sử dụng một bộ tìm kiếm vào thân của rốc két AIM-7 Sparrow. Nó được rút dần khỏi trang bị của Hoa Kỳ từ năm 1992 và thay thế cho nó là loại tên lửa AGM-88 HARM.

## Lịch sử
Shrike được Hoa Kỳ phát triển vào đầu những năm 1960, được sử dụng chủ yếu để chống hệ thống tên lửa đất đối không của Liên Xô như SA-2 Guideline. Shrike là tên lửa chống radar đầu tiên của Hoa Kỳ, hiện nay được coi là một vũ khí lỗi thời do tính hiệu quả thấp.Shrike dựa trên tên lửa AIM-7 Sparrow nhưng được trang bị phần dẫn hướng khác, đầu đạn phân mảnh nổ và vây đuôi nhỏ hơn. Cách sắp xếp các bộ phận cũng tương tự như Sparrow với phần lớn thân được tạo thành từ động cơ tên lửa nhiên liệu rắn một tầng ở phía sau, đầu đạn ở giữa và phần dẫn hướng ở phía trước. Shrike có tỷ lệ thành công thấp, không bao giờ vượt quá 25%, điều này chủ yếu là do hạn chế trong bộ phận dẫn hướng. Shrike sử dụng đầu đạn nổ mảnh năng khoảng 66kg, khi được bắn từ trên cao, tầm bắn của AGM-45A là 16km trong khi của AGM-45B là 40 km.
Shrike có thể được phóng từ nhiều loại máy bay khác nhau của Mỹ bao gồm A-4 Skyhawk, F-4 Phantom, F-16 Fighting Falcon, A-7 Corsair, A-6 Intruder và F-105 Thunderchief. Các máy bay nước ngoài có thể sử dụng tại Shrike là máy bay chiến đấu Kfir và máy bay ném bom Vulcan B-2. Một biến thể phóng từ mặt đất đã được phát triển ở Israel và được gọi là Kilshon, mặc dù tên Kachlilit đôi khi cũng được sử dụng
Shrike được sử dụng lần đầu vào năm 1965 trong Chiến tranh Việt Nam bởi Hải quân Hoa Kỳ và sau đó được Hoa Kỳ sử dụng rỗng rãi trong cả cuộc chiến và những xung đột khác sau này do có chi phí thấp và được giữ lại phục vụ cho tới năm 1992. Những lần Shrike được sử dụng có thể kể đến như trong chiến tranh Falkland và các cuộc xung đột ở Trung Đông.